# Jackson Springs
Jackson Springs es un lugar designado por el censo ubicado en el condo de Moore en el estado estadounidense de Carolina del Norte. En el Censo de 2020 tenía una población de 154 habitantes y una densidad poblacional de 37,29 habitantes por km². Fue incluido como CDP en el censo de 2020.

## Geografía
Jackson Springs se encuentra ubicado en las coordenadas 35°12′46″N 79°37′47″O / 35.21278, -79.62972. Según la Oficina del Censo de los Estados Unidos,  tiene una superficie total de 4,13 km², todos correspondientes a tierra firme.